# 路易的第九條命
《路易的第九條命》（英語：The 9th Life of Louis Drax）是一部2016年加拿大、英國和美國合拍的超自然驚悚片，由亞歷山大·阿甲執導，並與Shawn Williamson、Timothy Bricknell和麥克思·明格拉共同監製，明格拉同時也擔任編劇。電影改編自莉茲·詹森的2004年同名小說。由傑米·道南、莎拉·蓋登、Aiden Longworth、奧立佛·普雷特、莫莉·帕克、朱利安·華漢、珍·麥奎格、芭芭拉·赫尔希和亞倫·保羅主演。
該片於2016年9月2日在美國上映，英國在2016年9月9日上映，台灣在2016年11月18日上映。電影發行後獲得負面為主的評價，其中電影的視覺效果和攝影受評論家們稱讚，批評則針對情節曲折的問題。電影獲得2017年利奧獎的最佳電影製作設計獎、最佳電影服裝設計獎。

## 劇情
故事敘述路易·德拉克斯將迎接他的第九次生日，過往每年生日路易都會發生意外事故，儘管他都能平安倖存。艾倫·帕斯卡爾醫生試圖搜查發生在路易身上的離奇事件，並找出其不為人知的黑暗真相。

## 角色
- 傑米·道南 飾演 艾倫·帕斯卡爾醫生
- 莎拉·蓋登 飾演 娜塔莉·德拉克斯
- Aiden Longworth 飾演 路易斯·德拉克斯
- 奧立佛·普雷特 飾演 佩雷斯醫生
- 朱利安·華漢（英语：Julian Wadham） 飾演 Dr. Janek
- 珍·麥奎格（英语：Jane McGregor） 飾演 蘇菲
- 芭芭拉·赫尔希 飾演 Violet
- 亞倫·保羅 飾演 彼得·德拉克斯

## 發行
2016年5月，Soda Pictures買下了電影在英國的發行權。2016年6月，頂峰娛樂獲得了美國的電影發行權，並定於2016年9月2日上映。而英國則於2016年9月9日上映。

## 反響
電影上映後，收穫了多數的負面評價，爛番茄新鮮度41%，基於56條評論，平均分為5.1/10，網站共識評論寫道：「《路易的第九條命》引人入勝且具有視覺衝擊力，但其不同的部分從未真正編織成一個令人滿意的整體。」，Metacritic根據20條專業評論，得分41，代表「好壞參半或評價兩極」。

## 外部連結
- 互联网电影数据库（IMDb）上《路易的第九條命》的资料（英文）
- Metacritic上《路易的第九條命》的資料（英文）
- 爛番茄上《路易的第九條命》的資料（英文）